# Католичка енциклопедија
Католичка енциклопедија: међународни референтни рад о уставу, доктрини, дисциплини и историји Католичке цркве  (позната и као Старокатоличка енциклопедија и Оригинална католичка енциклопедија )  је енциклопедија на енглеском језику објављен у Сједињеним Државама и осмишљен да служи Католичкој цркви. Први том се појавио у марту 1907. године, а последња три тома су се појавила 1912. године, након чега је уследио главни том индекса 1914. и каснијим додатним томовима. Осмишљен је „да својим читаоцима пружи пуне и ауторитативне информације о читавом циклусу католичких интереса, деловања и доктрине“.  
Католичку енциклопедију објавила је компанија Роберт Аплетон (РАЦ), издавачка компанија основана у Њујорку у фебруару 1905. са изричитом сврхом објављивања енциклопедије. Пет чланова Уређивачког одбора енциклопедије били су и директори компаније. Године 1912. име компаније је промењено у The Encyclopedia Press. Објављивање томова енциклопедије био је једини посао који је компанија водила током трајања пројекта. 

## Историја
Писање енциклопедије почело је 11. јануара 1905. године под надзором пет уредника:
- Чарлс Г. Херберман, професор латинског језика и библиотекар Колеџа града Њујорка
- Едвард А. Пејс, професор филозофије на Католичком универзитету Америке у Вашингтону, ДЦ
- Конде Б. Пален, уредник
- Рев. Томас Џ Шахан, професор црквене историје на Католичком универзитету
- Рев. Џон Џ. Вин, СЈ, уредник часописа Гласник Пресветог Срца (Messenger of the Sacred Heart)

Прво издање је првобитно штампала компанија Роберт Аплетон. Свеске су излазиле узастопце, прва два 1907. и последња три 1912. године: 